# Marija Ossipowna Knebel
Marija Ossipowna Knebel, geboren Marija Iossifowna Knebel, (russisch Мария Осиповна (Иосифовна) Кнебель; * 6. Maijul. / 18. Mai 1898greg. in Moskau; † 1. Juni 1985 ebenda) war eine russische bzw. sowjetische Schauspielerin, Bühnenregisseurin und Hochschullehrerin.

## Leben
Marija Knebel, Tochter des Buchverlegers Joseph Knebel, studierte nach der Oktoberrevolution ab 1918 in Michael Tschechows Theaterstudio und ab 1921 bei Nikolai Demidow in der Schule des 2. Studios des Moskauer Kunsttheaters. Nach dem Abschluss des Studiums wurde sie 1924 in das Ensemble des Kunsttheaters aufgenommen. Sie blieb dort bis 1950.
Als Regisseurin begann Knebel 1935 in Marija Jermolowas Theaterstudio zu arbeiten, das dann das Moskauer Jermolowa-Theater wurde. Mit Max Tereschkowitsch inszenierte sie Eugène Scribes Komödie Bertrand et Raton, ou l’art de conspirer. Darauf inszenierte sie etliche Stücke selbständig. Im Deutschen Krieg gegen die Sowjetunion war sie an den Inszenierungen  Nikolai Pogodins Kremljowskije kuranty (Glockenspiel des Kremls) (1942) und Konstantin Simonows Russkije ljudi (Russische Leute) (1943) im Moskauer Kunsttheater beteiligt. Mit Alexei Popow inszenierte sie Alexei Tolstois Trudnyje gody (Schwierige Jahre) mit Nikolai Chmeljow als Iwan der Schreckliche. Allein inszenierte sie 1957 Besymjannaja swesda (Der namenlose Stern) nach Mihail Sebastians Steaua fără nume (Der Stern ohne Namen).
Nach dem Tod CHmeljows 1945 musste Knebel aufgrund eines Konflikts aus dem Jermolowa-Theater ausscheiden. Ab 1950 war sie Regisseurin und ab 1955 Hauptregisseurin des Moskauer Zentralen Jugendtheaters zunächst bis 1960 und dann wieder ab 1966.
Der Dramaturgie Anton Tschechows war Knebel besonders verbunden. Sie inszenierte 1955 Iwanow im Moskauer Puschkin-Theater und 1965 den Kirschgarten im Moskauer Zentralen Theater der Sowjetarmee und im Dubliner Abbey Theatre. Alexander Ostrowskis Talanty i poklonniki (Talente und Verehrer) inszenierte sie 1969 im Moskauer Majakowski-Theater. Viele weitere Theaterstücke hatte sie in den Jahren von 1936 bis 1976 inszeniert.
Neben ihrer Arbeit als Schauspielerin und Regisseurin war Knebel seit 1932 pädagogisch tätig. Ab 1940 lehrte sie an der Schtschepkin-Theaterschule beim Moskauer Maly-Theater und ab 1948 am Moskauer Staatlichen Institut für Theaterkunst in der Regie-Fakultät. Dort verteidigte sie 1954 ihre Dissertation über die Wirkung des Wortes im Stanislawski-System mit Erfolg für die Promotion zur Kandidatin  der Kunstwissenschaft. Die Ernennung zur Professorin erfolgte 1960. Sie verteidigte 1966 ihre Doktor-Dissertation über den Prozess des Regisseurwerdens mit Erfolg für die Promotion zur Doktorin der Kunstwissenschaft. Dank ihrer Bemühungen wurde  mit der Veröffentlichung der Arbeiten Michail Tschechows in der UdSSR begonnen. Zu ihren Schülern gehörten Băno Axionov, Sergei Arzibaschew, Jekaterina Jelanskaja, Alexander Burdonski, Anatoly Vasiliev, Leonid Heifetz, Joseph Raihelgauz, Adolf Shapiro u. a.
Knebel starb am 1. Juni 1985 in Moskau und wurde auf dem Wwedenskoje-Friedhof begraben.

## Ehrungen, Preise
- Verdiente Künstlerin der RSFSR (1947)
- Orden des Roten Banners der Arbeit (1948)[14]
- Volkskünstlerin der RSFSR (1958)[2]
- Staatspreis der UdSSR (1978)[1]